# Argjend Malaj
Argjend Malaj (ur. 16 października 1993 w Vučitrnie) – kosowski piłkarz, w latach 2013-2014 członek kosowskiej reprezentacji U-21.

## Życiorys
Swoje dzieciństwo spędził w Prisztinie.